# 西多摩倶楽部
西多摩倶楽部（にしたまくらぶ）は、東京都あきる野市に本拠地を置き、日本野球連盟に加盟している社会人野球のクラブチームである。
西多摩地域の野球愛好者の要望に応え、野球を通じて子供から大人までのコミュニケーションをはかり地域社会の人たちと協力しながら健全なる青少年の育成を目的とし、1998年4月に代表・加藤和夫、監督・秋葉達也、部長・加藤育男によって発足した。

## 概要
1998年4月に『西多摩倶楽部』として創部し、1999年2月に日本野球連盟に加盟した。
新興チームながら諸大会において好成績を収める中、2004年より元プロ野球選手の谷沢健一が監督に就任。同年6月の都市対抗野球大会東京都2次予選では、明治安田生命を下す金星を挙げた。同大会でクラブチームが企業チームから勝利を挙げたのは14年ぶりのことであった。
2005年9月、谷澤は自らの出身地である千葉県柏市にクラブチーム（YBCフェニーズ）を設立したいとして辞任を表明。同年12月、元プロ選手で野球解説者の松岡弘が監督に就任した。
2006年の都市対抗野球大会東京都1次予選では企業チームに混じって2次予選進出を争い、クラブチームとして唯一2次予選に進出を果たす。同年は初の全国大会となる全日本クラブ野球選手権大会にも出場するなど、東京都のクラブチームをリードする存在である。
2006年のドラフト会議で、チームのエースであった金森久朋が東北楽天ゴールデンイーグルスから育成ドラフト1位で指名され、初のドラフト指名選手を輩出した。
2008年12月に松岡が監督を辞任し、2009年1月に元プロ野球選手の香川正人が監督に就任した。

## 主要大会の出場歴・最高成績
- 全日本クラブ野球選手権大会 - 出場1回
- JABA一関市長旗争奪クラブ野球大会 - 優勝1回（2005年）

## 出身プロ野球選手
男子
- 金森久朋（投手） - 2006年育成選手ドラフト1位で東北楽天ゴールデンイーグルスに入団
- 柳川洋平（投手） - BCリーグ・福井ミラクルエレファンツを経て、2008年育成選手ドラフト3位で福岡ソフトバンクホークスに入団
- 川口寛人（内野手） - 2010年育成選手ドラフト7位で読売ジャイアンツに入団

女子
- 吉田えり（投手） - 退団後、2009年に独立リーグ・神戸9クルーズに入団
- 川保麻弥（捕手） - 退団後、2010年に女子プロ野球・兵庫スイングスマイリーズに入団

## 元プロ野球選手の競技者登録
- 谷沢健一 - 監督→退団（元：中日ドラゴンズ）
- 松岡弘 - 監督→退団（元：ヤクルトスワローズ）
- 香川正人 - 監督→退団（元：近鉄バファローズほか）
- 市川和正 - コーチ→退団（元：横浜ベイスターズ）
- 上川誠二 - コーチ→退団（元：千葉ロッテマリーンズほか）
- 片山文男 - 投手→退団（元：ヤクルトスワローズ）
- 中濱裕之 - 外野手→退団（元：大阪近鉄バファローズほか）
- 加登脇卓真 - 内野手→退団（元：読売ジャイアンツ　※投手から転向）
- 田中聡 - コーチ（元：日本ハムファイターズほか）